# 超次元動作 戰機少女U
《超次元動作 戰機少女U》為Idea Factory、Tamsoft和Compile Heart於2014年8月28日所發售的PlayStation Vita用動作角色扮演遊戲。人物設計及原畫由插畫家Tsunako擔任。是为海王星系列的外传，并且是本系列第一部動作角色扮演遊戲。
在以下項目中，有出現許多與真實世界的企業名稱和遊戲名稱相同的名詞，在以下項目會另做遊戲中登場各名詞的說明。

## 劇情介紹
本作与正篇是平行世界的游戏业界（与无印初代和Re;birth1类似），女神及女神候补生以两人为一组接受「游戏记者」采访的消灭怪物的日常，并寻找怪物异常增加的原因。

## 登場人物
守护女神与女神妹妹的性格立绘与Re;birth1相同。
| 角色               | 配音员     | 职业     | 介绍     |
| ------------------ | ---------- | -------- | -------- |
| 涅普缇努／紺紫之心 | 田中理惠   | 守護女神 |          |
| 諾瓦露／聖黑之心   | 今井麻美   | 守護女神 |          |
| 貝露／翡綠之心     | 佐藤利奈   | 守護女神 |          |
| 布蘭／群白之心     | 阿澄佳奈   | 守護女神 |          |
| 涅普姬雅／紺紫妹妹 | 堀江由衣   | 女神妹妹 |          |
| 優妮／聖黑妹妹     | 喜多村英梨 | 女神妹妹 |          |
| 萝姆／群白妹妹     | 小倉唯     | 女神妹妹 |          |
| 拉姆／群白妹妹     | 石原夏織   | 女神妹妹 |          |
| 电击子             | 広桥凉     | 游戏记者 | 首次登场 |
| Fami通             | 原由实     | 游戏记者 | 首次登场 |

### 主題曲
片頭曲

作詞：sorano，作曲、編曲：藤井雄大，主唱：今井麻美
片尾曲
「Unite」
作詞、作曲、主唱：marina，編曲：秋月須清

## 腳註

## 外部連結
- （日語）超次元動作 戰機少女U日本官方網站 （页面存档备份，存于）
- （英文）超次元動作 戰機少女U欧美官方網站 （页面存档备份，存于）
- 超次元動作 戰機少女U Steam页面 （页面存档备份，存于）